# Figueira (Paraná)
Figueira é um município brasileiro do estado do Paraná. Localiza-se a uma latitude 23º50'57" sul e a uma longitude 50º24'11" oeste, estando a uma altitude de 620 metros. De acordo com o censo 2010, a população de Figueira era de 8.293 habitantes.
A estimativa de domicílios no município era de 2.755, também de acordo com o censo 2010.

## História
Os fundamentos históricos do lugar estão invariavelmente ligados aos de Curiúva. A região se beneficiou da estrada, antes rudimentar "picada na mata", que ligava a Colônia Militar, fundada em 1851, por determinação do imperador Dom Pedro II, até Curitiba.
O desbravamento da região é obra do sertanista Joaquim Francisco Lopes, que o fez a pedido de João da Silva Machado, futuro Barão de Antonina, homem de prestígio no período provincial e dono de milhares de metros quadrados de terras em todo o Paraná.
Região rica em recursos minerais foi amplamente movimentada e explorada por garimpeiros à cata de carvão mineral, desde o ano de 1925. Estes homens, muitos deles com famílias, contribuíram à sua maneira, para o surgimento da futura cidade de Figueira.
As primeiras pessoas que se estabeleceram no lugar com fins de colonização, foram membros da grande família Fajardo, que se deleitavam à sombra de uma frondosa e centenária figueira, sob a qual acampavam, juntamente com os Fajardo, oriundos do Estado de São Paulo, vieram as famílias de Manoel Pedro Ribas, M. Zoilo Meira Simões, Floro Henrique dos Santos, Joaquim Pereira Batista e José França, que se instalaram na localidade e se dedicavam ao trabalho nas minas de carvão mineral.
Os primeiros comerciantes que se estabeleceram em Figueira, foram os senhores Abílio Wanderlei, João Luiz de Sousa, José Vitor e Elias Lacerda.
Em 1950, Munhoz da Rocha é eleito Governador do Paraná. Este resultado foi importante para a cidade, pois, foi no Governo Munhoz da Rocha que a Usina Termoelétrica de Figueira (Usina Santa Laura) começou a ser construída.
No dia 21 de novembro de 1962 foi criado o Distrito Judiciário de Figueira, como parte integrante do município de Curiúva. O Distrito Administrativo foi criado somente em 6 de junho de 1980, pela Lei nº 7.326, sendo que em 20 de abril de 1982, através da Lei Estadual no 7.570, sancionada pelo governador Ney Braga, Figueira transformou-se em município emancipado, com território emancipado do município de Curiúva.
A instalação oficial ocorreu no dia 1 de fevereiro de 1983, sendo que o primeiro prefeito municipal foi o sr. Geraldo Garcia Molina e o segundo o sr. Dirceu Rodrigues dos Santos.